# Namea flavomaculata
Namea flavomaculata är en spindelart som först beskrevs av William Joseph Rainbow och Robert Henry Pulleine 1918.  Namea flavomaculata ingår i släktet Namea och familjen Nemesiidae.
Artens utbredningsområde är Queensland. Inga underarter finns listade i Catalogue of Life.